# Leonel Power
Leonel Power (tra il 1370 e il 1385 – 5 giugno 1445) è stato un compositore inglese del tardo medioevo e del primo rinascimento.
Assieme a John Dunstable, fu una delle più eminenti figure della musica inglese della prima metà del XV secolo. 

## Biografia
Alcuni dettagli della sua vita sono certi, molti altri sono ipotetici. Nacque probabilmente nella contea  del Kent tra il 1370 e il 1385, data stimata in base allo stile musicale e alla sua età al momento della composizione. Prima del 1421 fu al servizio del duca Thomas di Clarence come istruttore dei cantori. Nel 1423 era maestro del coro presso la Christ Church di Canterbury; in seguito servì presso la Cappella del duca di Bedford. Morì il 5 giugno 1445 e fu sepolto il giorno dopo. Varie cronache della sua morte ci sono pervenute. 
Alcune fonti riferiscono di una sua possibile origine irlandese, ma la cosa è contestata dagli studiosi odierni.

## La musica
Power è il compositore più rappresentato nel Old Hall Manuscript, la sola fonte originale, non manomessa, di musica inglese dei primi anni del XV secolo (la maggior parte dei manoscritti dell'epoca vennero distrutti dopo la chiusura dei monasteri ordinata da Enrico VIII). Compose in stili diversi, collegando così la musica medioevale e rinascimentale.